# 술라웨시가시쥐
술라웨시가시쥐(Echiothrix leucura)는 쥐과에 속하는 설치류의 일종이다. 인도네시아 술라웨시섬 북동부 지역의 토착종이다.

## 특징
꼬리 길이 235~258mm를 제외한 몸길이가 200~227mm인 보통 크기의 설치류로 발 길이는 51~53mm, 귀 길이는 33~34mm이다. 몸무게는 최대 310g이다.

## 생태
주로 땅 위에서 생활하는 육상성 동물이고, 야행성 동물이다.

## 분포 및 서식지
술라웨시섬 북부 지역 끝 부분에 널리 분포한다. 해발 1,100m 이하의 열대 상록수림에 서식한다.